# Bengt Friedman
Bengt Friedman, född 15 juni 1923 i Stockholm, död 24 november 2008 i Viken, Höganäs kommun, var en svensk diplomat.

## Biografi
Friedman var son till direktör Sam Friedman och Märtha Wanger. Han diplomerades från Handelshögskolan i Stockholm 1944 innan han blev attaché vid Utrikesdepartementet (UD) 1948. Friedman tjänstgjorde i Warszawa 1950, Caracas 1951 och var tillförordnad chargé d’affaires i Bogotá 1952. Han var andre sekreterare vid UD 1954, förste sekreterare 1959, förste ambassadsekreterare OEEC-delegationen i Paris 1960, EFTA-delegationen i Genève 1960 och ambassadråd vid Sveriges ständiga delegation där 1963. Friedman var byråchef vid UD 1964, kansliråd vid UD 1965, handelsråd i Bonn 1968, fick ministers ställning 1970, blev sändebud i Monrovia, Abidjan, Conakry och Freetown 1973, Bissau, Praia 1974, Addis Abeba, Tananarive, Port Louis 1976, generalkonsul i New York 1978, ambassadör i Buenos Aires och Montevideo 1983-1986, ambassadör vid Heliga stolen 1986-1988 och Malta 1987-1988.
Han gifte sig 1951 med Märta Trulsson (född 1924). Efter sin pensionering bosatte sig Friedman och hans hustru i Viken, Skåne. Friedman var aktiv i Cabinet Skåne, en förening för pensionerade UD-tjänstemän bosatta i Skåne.

## Utmärkelser
- Kommendör av Venezuelas Bolivarorden (KVenBO)[5]